# Skoky do vody na mistrovství světa v plaveckých sportech 2019
Závody v skocích do vody na mistrovství světa v plaveckých sportech za rok 2019 proběhly v Kwangdžu, Jižní Korea ve dnech 12. až 20. července 2019.

## Česká stopa
Na tomto mistrovství světa Česko nemělo ve skocích do vody zastoupení.

## Výsledky

### Individuální disciplíny
| Muži              | Zlato                | Zlato  | Stříbro              | Stříbro | Bronz                    | Bronz  |
| ----------------- | -------------------- | ------ | -------------------- | ------- | ------------------------ | ------ |
| Skoky z 1 m prkna | Wang Cung-jüan (CHN) | 440,25 | Rommel Pacheco (MEX) | 420,15  | Pcheng Ťien-feng (CHN)   | 415,00 |
| Skoky z 3 m prkna | Sie S'-i (CHN)       | 545,45 | Cchao Jüan (CHN)     | 517,85  | Jack Laugher (GBR)       | 504,55 |
| Skoky z 10 m věže | Jang Ťien (CHN)      | 598,65 | Jang Chao (CHN)      | 585,75  | Alexandr Bondar (RUS)    | 541,05 |
| Ženy              | Zlato                | Zlato  | Stříbro              | Stříbro | Bronz                    | Bronz  |
| Skoky z 1 m prkna | Čchen I-wen (CHN)    | 285,45 | Sarah Baconová (USA) | 262,00  | Kim Su-či (KOR)          | 257,20 |
| Skoky z 3 m prkna | Š' Tching-mao (CHN)  | 391,00 | Wang Chan (CHN)      | 372,85  | Maddison Keeneyová (AUS) | 367,05 |
| Skoky z 10 m věže | Čchen Jü-si (CHN)    | 439,00 | Lu Wej (CHN)         | 377,80  | Delaney Schnellová (USA) | 364,20 |

### Týmové disciplíny
| Muži                                               | Zlato                                                | Zlato  | Stříbro                                                         | Stříbro | Bronz                                                 | Bronz  |
| -------------------------------------------------- | ---------------------------------------------------- | ------ | --------------------------------------------------------------- | ------- | ----------------------------------------------------- | ------ |
| Synchronizované skoky dvojic z 3 m prkna           | Čína (CHN) (Cchao Jüan, Sie S'-i)                    | 439,74 | Spojené království (GBR) (Daniel Goodfellow, Jack Laugher)      | 415,02  | Mexiko (MEX) (Yahel Castillo, Juan Manuel Celaya)     | 413,94 |
| Synchronizované skoky dvojic z 10 m věže           | Čína (CHN) (Cchao Jüan, Čchen Aj-sen)                | 486,93 | Rusko (RUS) (Alexandr Bondar, Viktor Minibajev)                 | 444,60  | Spojené království (GBR) (Thomas Daley, Matthew Lee)  | 425,91 |
| Ženy                                               | Zlato                                                | Zlato  | Stříbro                                                         | Stříbro | Bronz                                                 | Bronz  |
| Synchronizované skoky dvojic z 3 m prkna           | Čína (CHN) (Š' Tching-mao, Wang Chan)                | 342,00 | Kanada (CAN) (Jennifer Abelová, Mélissa Citriniová-Beaulieuová) | 311,10  | Mexiko (MEX) (Paola Espinosaová, Melany Hernándezová) | 294,90 |
| Synchronizované skoky dvojic z 10 m věže           | Čína (CHN) (Lu Wej, Čang Ťia-čchi)                   | 345,24 | Malajsie (MAS) (Liang Min-jü, Pandelela Rinongová)              | 312,72  | USA (USA) (Samantha Brombergová, Katrina Youngová)    | 304,86 |
| Mix                                                | Zlato                                                | Zlato  | Stříbro                                                         | Stříbro | Bronz                                                 | Bronz  |
| Synchronizované skoky smíšených dvojic z 3 m prkna | Austrálie (AUS) (Maddison Keeneyová, Matthew Carter) | 304,86 | Kanada (CAN) (Jennifer Abelová, François Imbeau-Dulac)          | 304,08  | Německo (GER) (Tina Punzelová, Lou Massenberg)        | 301,62 |
| Synchronizované skoky smíšených dvojic z 10 m věže | Čína (CHN) (S' Ja-ťie, Lien Ťün-ťie)                 | 346,14 | Rusko (RUS) (Jekatěrina Beljajevová, Viktor Minibajev)          | 311,28  | Mexiko (MEX) (María José Sánchezová, Diego Balleza)   | 287,64 |
| Smíšený tým                                        | Čína (CHN) (Lin Šan, Jang Ťien)                      | 416,65 | Rusko (RUS) (Julija Timošininová, Sergej Nazin)                 | 390,05  | USA (USA) (Katrina Youngová, Andrew Capobianco)       | 357,60 |

## Medailová bilance
Ve skocích do vody se rozdělilo celkem 13 sad medailí.
| Pořadí | Stát                     |       | Muži    | Muži  | Muži  |         | Ženy  | Ženy  | Ženy    |       | Mix   | Mix     | Mix   |  | Muži + Ženy + Mix | Muži + Ženy + Mix | Muži + Ženy + Mix | Celkem |
| Pořadí | Stát                     | Zlato | Stříbro | Bronz | Zlato | Stříbro | Bronz | Zlato | Stříbro | Bronz | Zlato | Stříbro | Bronz |  |                   |                   |                   | Celkem |
| ------ | ------------------------ | ----- | ------- | ----- | ----- | ------- | ----- | ----- | ------- | ----- | ----- | ------- | ----- |  | ----------------- | ----------------- | ----------------- | ------ |
| 1.     | Čína (CHN)               |       | 5       | 2     | 1     |         | 5     | 2     | 0       |       | 2     | 0       | 0     |  | 12                | 4                 | 1                 | 17     |
| 2.     | Austrálie (AUS)          |       | 0       | 0     | 0     |         | 0     | 0     | 1       |       | 1     | 0       | 0     |  | 1                 | 0                 | 1                 | 2      |
| 3.     | Rusko (RUS)              |       | 0       | 1     | 1     |         | 0     | 0     | 0       |       | 0     | 2       | 0     |  | 0                 | 3                 | 1                 | 4      |
| 4.     | Kanada (CAN)             |       | 0       | 0     | 0     |         | 0     | 1     | 0       |       | 0     | 1       | 0     |  | 0                 | 2                 | 0                 | 2      |
| 5.     | Mexiko (MEX)             |       | 0       | 1     | 1     |         | 0     | 0     | 1       |       | 0     | 0       | 1     |  | 0                 | 1                 | 3                 | 4      |
| 5.     | USA (USA)                |       | 0       | 0     | 0     |         | 0     | 1     | 2       |       | 0     | 0       | 1     |  | 0                 | 1                 | 3                 | 4      |
| 7.     | Spojené království (GBR) |       | 0       | 1     | 2     |         | 0     | 0     | 0       |       | 0     | 0       | 0     |  | 0                 | 1                 | 2                 | 3      |
| 8.     | Malajsie (MAS)           |       | 0       | 0     | 0     |         | 0     | 1     | 0       |       | 0     | 0       | 0     |  | 0                 | 1                 | 0                 | 1      |
| 9.     | Německo (GER)            |       | 0       | 0     | 0     |         | 0     | 0     | 0       |       | 0     | 0       | 1     |  | 0                 | 0                 | 1                 | 1      |
| 9.     | Jižní Korea (KOR)        |       | 0       | 0     | 0     |         | 0     | 0     | 1       |       | 0     | 0       | 0     |  | 0                 | 0                 | 1                 | 1      |
| Celkem | Celkem                   |       | 5       | 5     | 5     |         | 5     | 5     | 5       |       | 3     | 3       | 3     |  | 13                | 13                | 13                | 39     |